# Walt Disney World Quest: Magical Racing Tour
Walt Disney World Quest Magical Racing Tour is een computerspel dat werd ontwikkeld door Crystal Dynamics en uitgegeven door Eidos Interactive. Het spel kwam in 2000 uit voor de PlayStation, Sega Dreamcast, Game Boy Color en Microsoft Windows. Het spel is een racespel gebaseerd op de attracties in Walt Disney World. De circuits bestaan uit het parcours dat door de attractie wordt afgelegd, zoals de Haunted Mansion, Splash Mountain, Space Mountain, Big Thunder Mountain Railroad en de Typhoon Lagoon.

## Platforms
| Platform       | Jaar |
| -------------- | ---- |
| Dreamcast      | 2000 |
| Game Boy Color | 2000 |
| PlayStation    | 2000 |
| Windows        | 2000 |

## Ontvangst
| Beoordeeld door        | Platform       | Datum             | Score |
| ---------------------- | -------------- | ----------------- | ----- |
| Absolute Playstation   | PlayStation    | april 2000        | 86%   |
| Eurogamer.net (GB)     | Dreamcast      | 11 september 2000 | 80%   |
| Jeuxvideo.com          | Game Boy Color | 21 februari 2001  | 80%   |
| GameSpot               | Dreamcast      | 31 juli 2000      | 75%   |
| PC Player (Duitsland)  | Windows        | maart 2001        | 70%   |
| Game Informer Magazine | PlayStation    | april 2000        | 65%   |
| Super Play             | Game Boy Color | maart 2001        | 60%   |
| Gamekult               | Dreamcast      | 4 september 2000  | 40%   |
| IGN                    | Game Boy Color | 12 december 2000  | 40%   |
| Gamekult               | Game Boy Color | 6 maart 2001      | 40%   |